# Kaciba
Kaciba (Zygophyllum) je rod rostlin z čeledi kacibovité. Jsou to sukulentní byliny a keře se vstřícnými složenými listy a čtyř nebo pětičetnými květy. Jsou rozšířeny v počtu asi 100 druhů v suchých oblastech Starého světa. Několik druhů se vyskytuje i v Evropě, do České republiky však nezasahují. Taxonomie rodu kaciba není dořešena a pravděpodobně bude rozdělen na několik různých rodů.

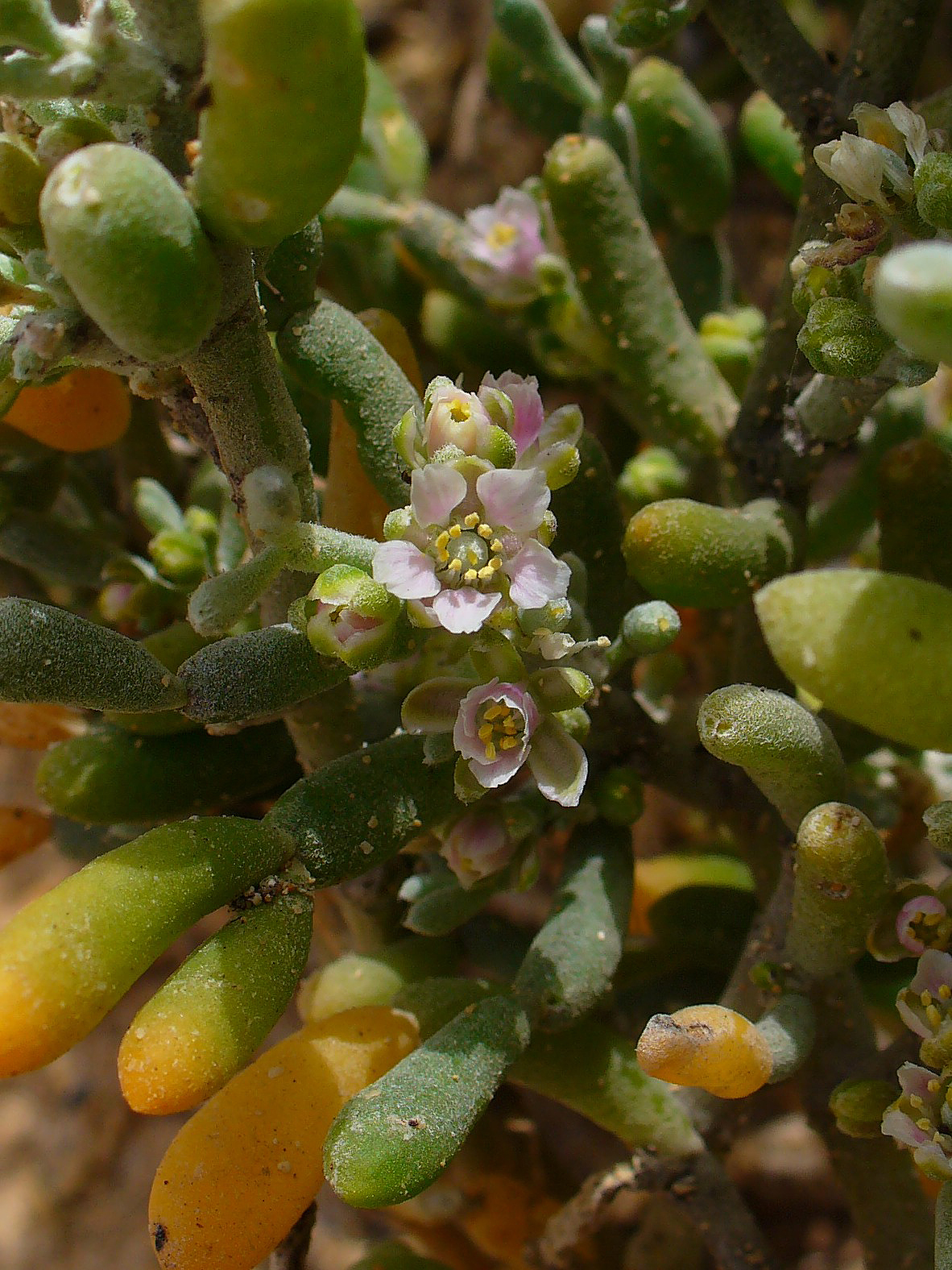
Kaciba bezuchová (Zygophyllum fontanesii)

## Popis
Kaciby jsou dužnaté až sukulentní keře nebo vytrvalé byliny, výjimečně i jednoletky. Listy jsou vstřícné, dužnaté, nejčastěji dvoulisté nebo jednolisté, řidčeji sudozpeřené s větším počtem jařem nebo naopak jednoduché. Čepele listů jsou ploché nebo válcovité. Květy jsou jednotlivé nebo po dvou, čtyř nebo pětičetné, úžlabní, nejčastěji bílé, žluté nebo oranžovočervené, s miskovitým dužnatým terčem. Kalich i koruna jsou složeny ze 4 nebo 5 volných lístků, u některých druhů koruna chybí. Tyčinek je 8 nebo 10, nitky jsou obvykle delší než korunní lístky a vyrůstají z báze květního disku. Semeník je srostlý ze 3 až 5 plodolistů a obsahuje stejný počet komůrek. V každé komůrce jsou 2 nebo několik vajíček. Plodem je křídlatá nebo hranatá tobolka. Plody jsou pukavé nebo nepukavé, v každé komůrce je 1 až několik semen.

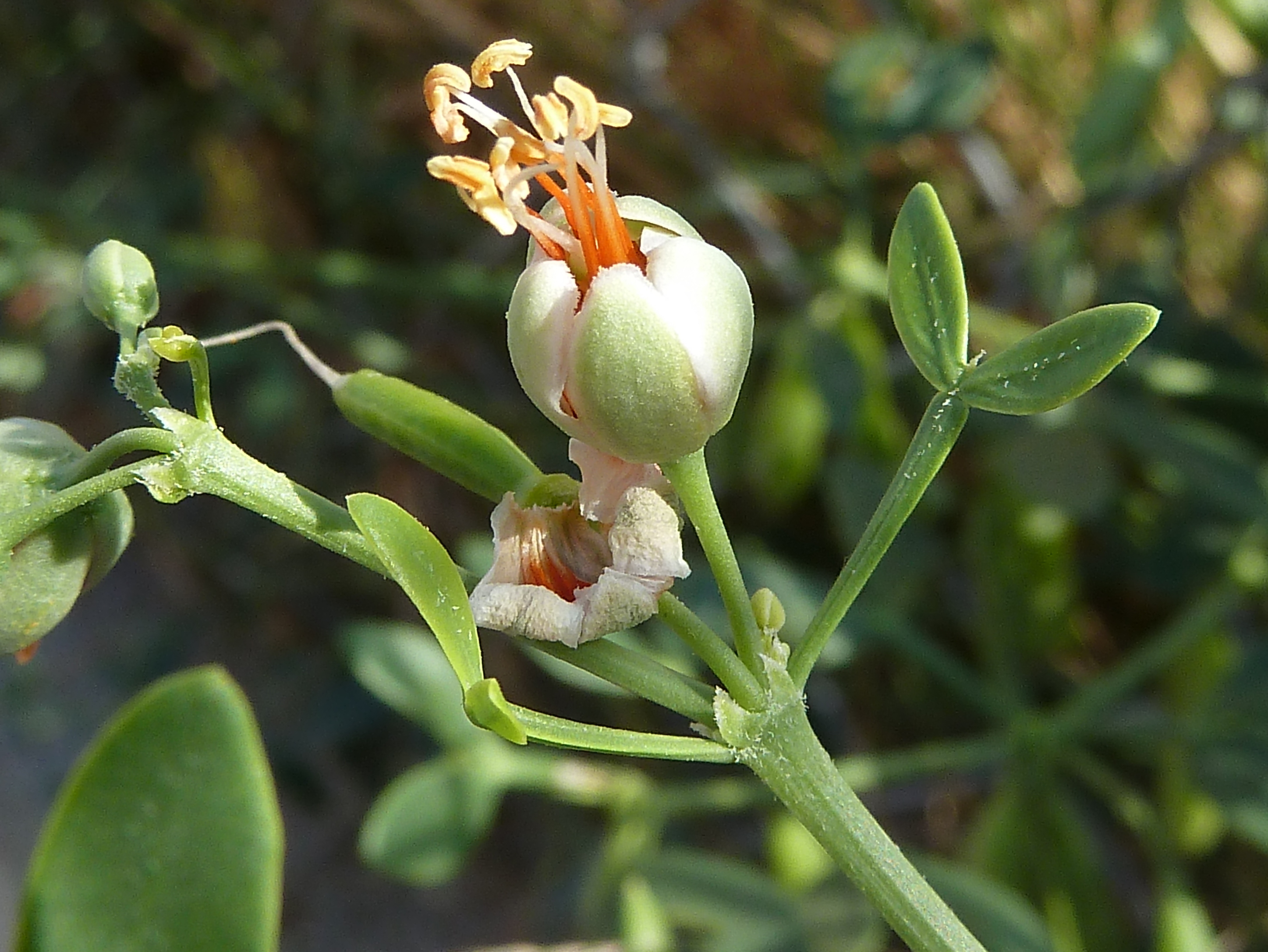
Kvetoucí kaciba obecná (Z. fabago)
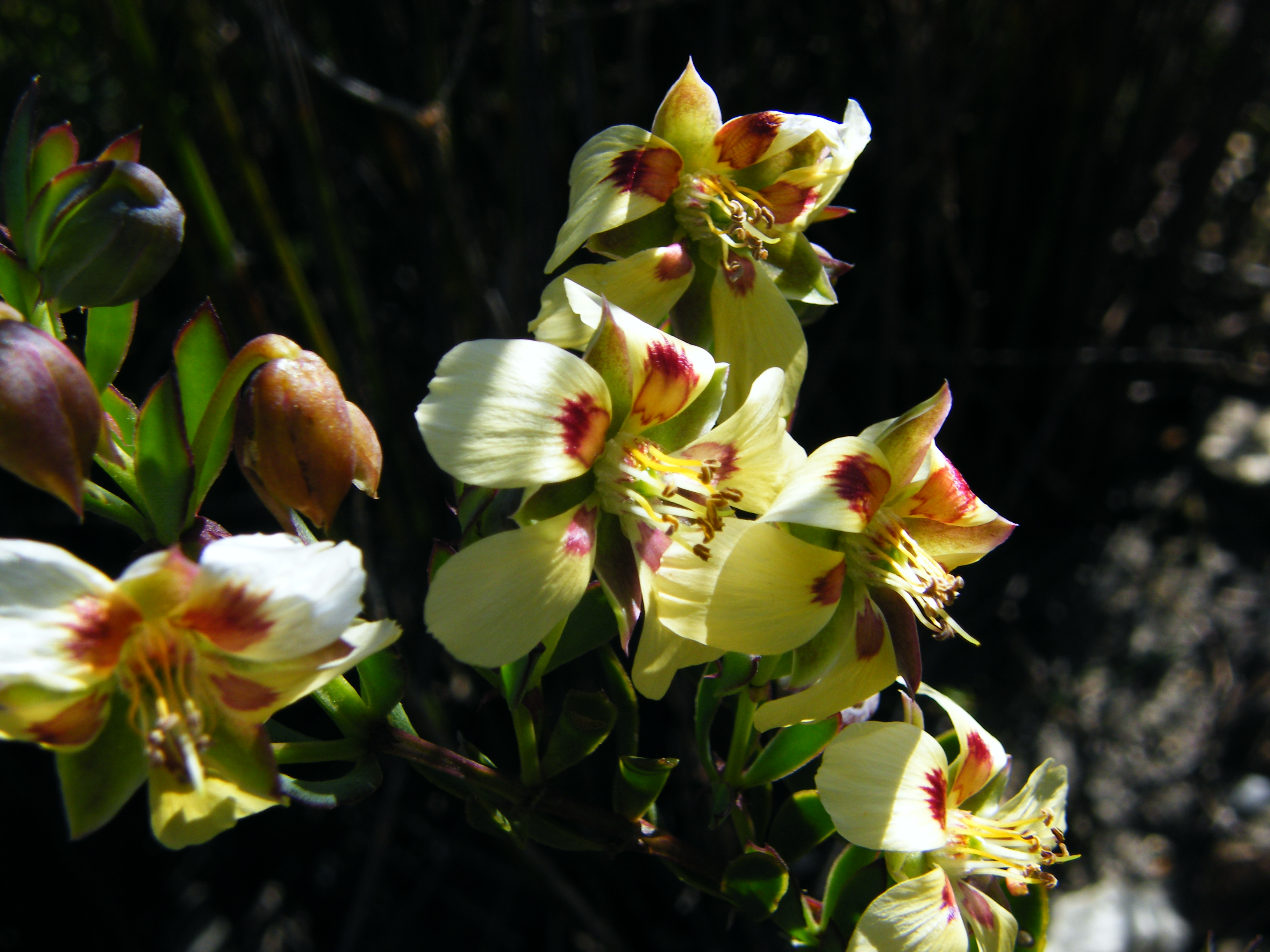
Pohledné květy Z. flexuosum
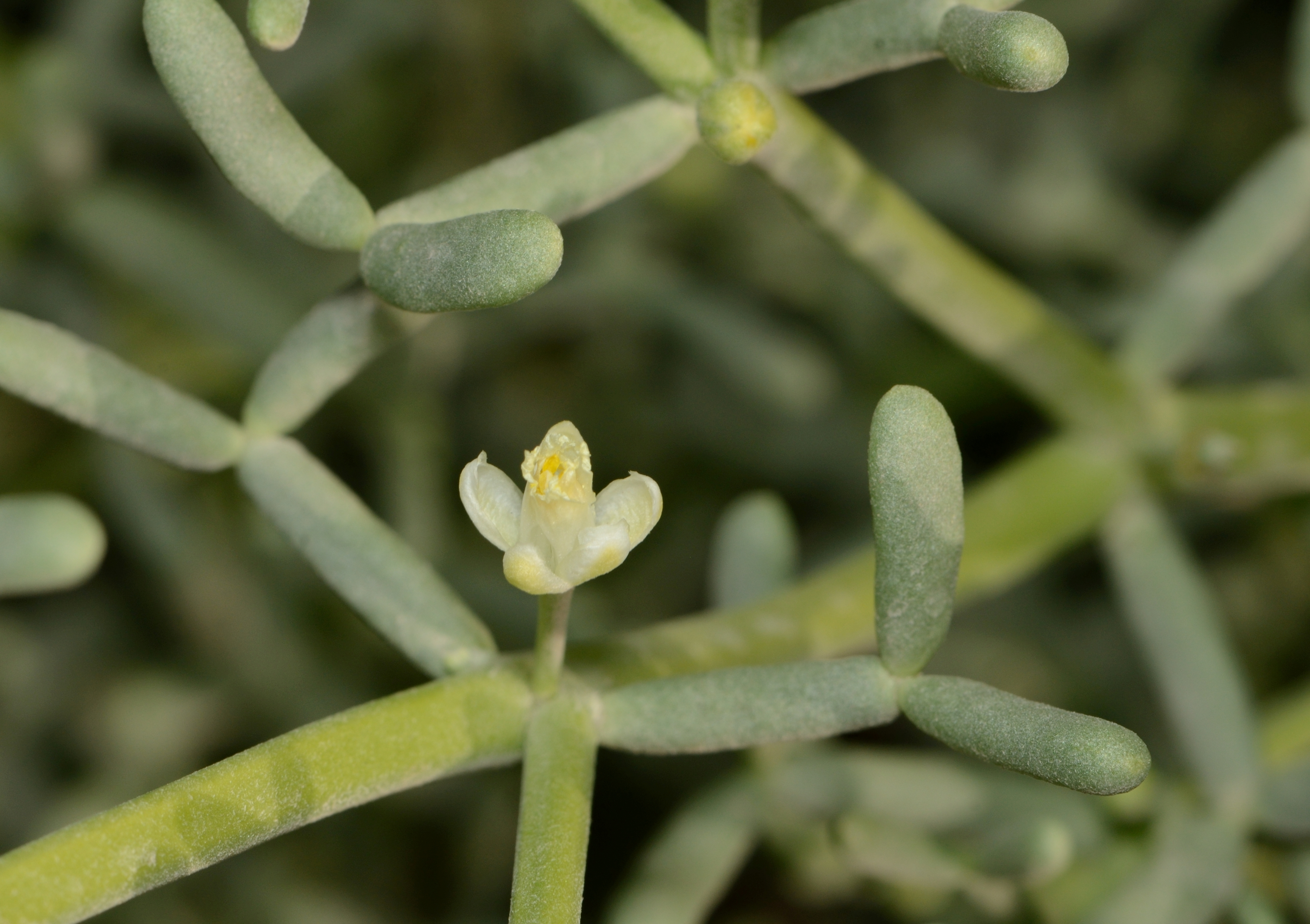
Z. coccineum
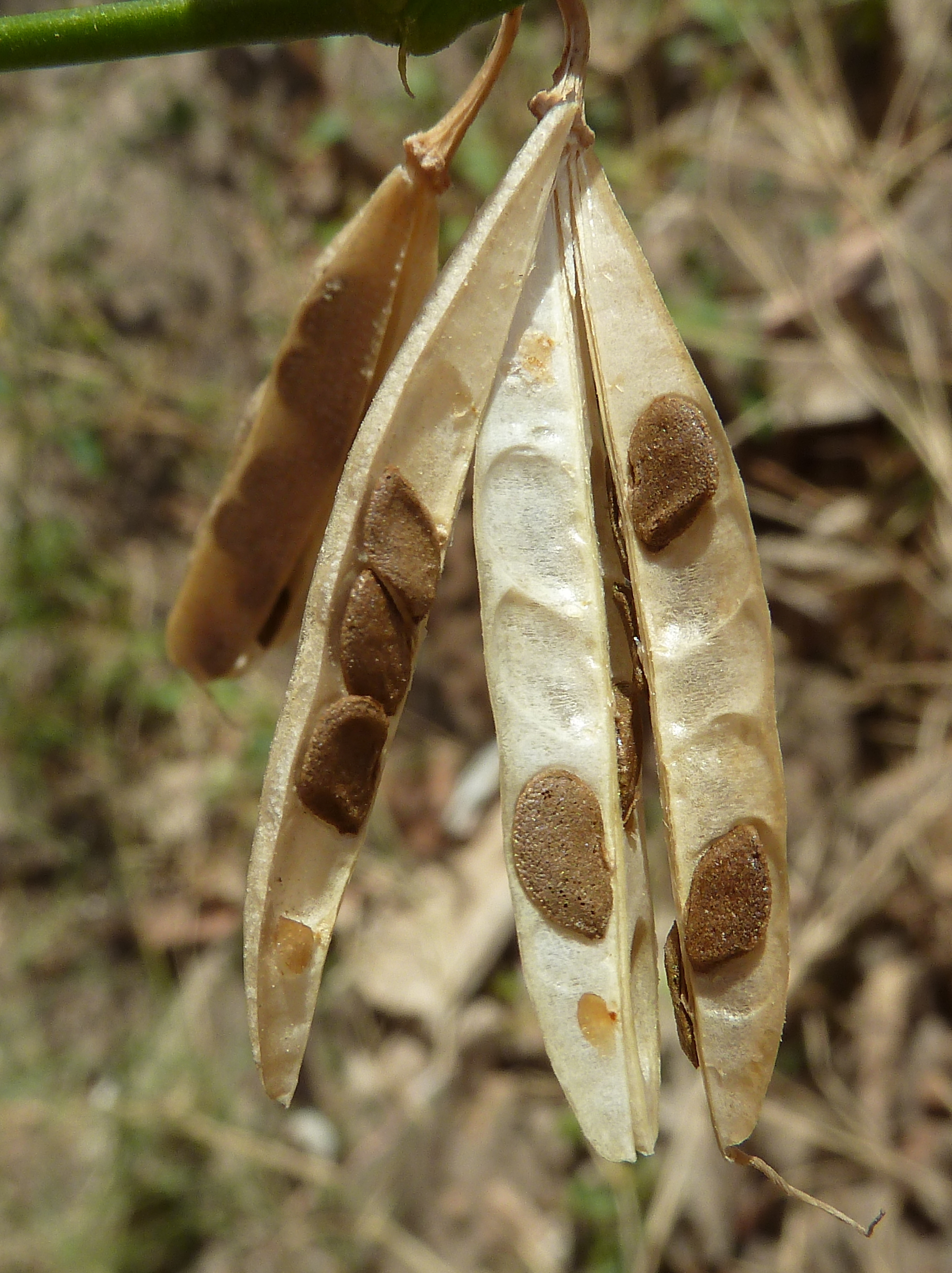
Plody kaciby obecné

## Rozšíření
Rod kaciba zahrnuje přes 100 druhů a je to největší rod čeledi kacibovité. Je rozšířen v sušších až pouštních oblastech Starého světa v Africe, Asii a Austrálii. V Evropě rostou celkem 4 druhy. Ve Španělsku a na Krétě se vyskytuje druh Zygophyllum album (syn. Tetraena alba), který sem přesahuje z Afriky. V Rumunsku a Rusku je rozšířena kaciba obecná (Z. fabago), která byla zavlečena též do Středomoří. Další 2 druhy (Z. macropterum a Z. ovigerum) rostou v Rusku. Na Kanárských ostrovech se vyskytuje kaciba bezuchová (Zygophyllum fontanesii, syn. Tetraena fontanesii). V Africe se kaciby vyskytují zejména na jihu, severu a severovýchodě kontinentu. V jižní Africe roste celkem 55 druhů. Druh Z. stapffii je významnou složkou pouštní vegetace v Namibii. Z Madagaskaru jsou uváděny 2 druhy.

## Ekologické interakce
V suchých oblastech Afriky představují kaciby spolu s rodem slanobýl (Salsola) z čeledi laskavcovité rostliny ekologicky nejlépe přizpůsobené extrémně suchému pouštnímu klimatu.

## Taxonomie
Fylogenetickými studiemi podčeledi Zygophylloideae bylo zjištěno, že rod Zygophyllum v klasickém pojetí není monofyletický, neboť rody Augea, Fagonia a Tetraena tvoří vývojové větve uvnitř takto široce pojatého rodu Zygophyllum. Taxonomie této skupiny není dosud dořešena. Ve studii z roku 2003 je asi 60 australských a jihoafrických druhů přesunuto do rodu Roepera, asi 40 asijských a afrických druhů je přesunuto do původně monotypického rodu Tetraena a 2 africké druhy do rodu Melocarpum, zatímco rod Zygophyllum v tomto pojetí zahrnuje jen asi 50 asijských druhů. Tato taxonomie není považována za ucelenou a nebyla všeobecně přijata.

## Zástupci
- kaciba bezuchová (Zygophyllum fontanesii, syn. Tetraena fontanesii)
- kaciba obecná (Zygophyllum fabago)[6][5]